# Pulmonoscorpius
Pulmonoscorpius kirktonensis este un scorpion fosil gigant, care a trăit în epoca Visean din Carbonifer. Fosilele sale au fost găsite la East Kirkton, West Lothian în Scoția. Acestă specie putea să crească până la 1 metru în lungime. Atingerea unor astfel de dimensiuni a fost posibilă, probabil, datorită conținutului sporit de oxigen. Cantitatea lui în Carbonifer constituia 35%, în timp ce astăzi este de doar 20%. Acesta este considerat a fi un vânător diurne datorită prezenței unor ochi laterali relativ mari, care sunt atrofiați la scorpionii contmporani nocturni. Ca toate celelalte cunoscute scorpioni, Pulmonoscorpius kirktonensis se presupune a fi fost un prădător. Deoarece în comparație cu cleștele pedipalpilor, metasoma și telson erau voluminoase, se presupune că principala armă la vânătoare era veninul. Probabil, că acesta prefera să injecteze în pradă o cantitate fatală de toxine, decât să o apuce cu cleștele pedipalpilor. Datorită dimensiunilor sale se crede că se hrănea cu unele tetrapode mici
Imaginea acestui scorpion a fost prezentă în episodul 5 a documentarului Prehistoric Park, realizat de ITV. 